# 平桂区
平桂区（へいけい-く）は中華人民共和国広西チワン族自治区賀州市に位置する市轄区。

## 行政区画
- 街道:西湾街道
- 鎮:黄田鎮、鵝塘鎮、沙田鎮、公会鎮、水口鎮、望高鎮、羊頭鎮
- 民族郷:大平ヤオ族郷